# Interactive
Interactive – niemiecka grupa tworząca muzykę techno. Założona w 1990 roku. Najbardziej znana z coveru Alphaville "Forever Young".

## Single
- 1990 "No Control"

"The Techno Wave"
- 1991 "Who is Elvis"

"Work That Body"
- 1992 "Dildo" / "The Devil"

"Elevator Up And Down"
- 1993 "Amok"
- 1994 "Can You Hear Me Calling"

"Forever Young"
- 1995 "Living Without Your Love"

"Tell Me When"
- 1996 "Sun Always Shines on TV"

"We Are One"
- 1997 "Koma"

"No Return"
"Wake Up!"
- 1998 "Fanatic"
- 2002 "Forever Young" (Kosmonova remix)

## Albumy
- 1991 Intercollection
- 1995 Touché